# Hallein Diggers
Gli Hallein Diggers sono stati una squadra di football americano di Hallein, in Austria.

## Storia
Fondati negli anno '80, sono successivamente stati assorbiti nel 1990 dai Salzburg Lions, che cambiarono quindi nome in Salzburg Bulls.

## Dettaglio stagioni

### Tornei nazionali

#### Campionato

##### AFL
| Stagione | regular season | regular season | regular season | regular season | regular season | regular season | playoff | playoff | playoff | playoff | playoff | playoff    | playoff     |
|          | Vin            | Par            | Per            | Tot            | PF             | PS             | Vin     | Per     | Tot     | PF      | PS      | risultato  | avversaria  |
| -------- | -------------- | -------------- | -------------- | -------------- | -------------- | -------------- | ------- | ------- | ------- | ------- | ------- | ---------- | ----------- |
| 1985-86  | ?              | ?              | ?              | 8              | ?              | ?              | -       | -       | -       | -       | -       | -          | -           |
| 1988     | ?              | ?              | ?              | 8              | ?              | ?              | 0       | 1       | 1       | 14      | 54      | Semifinale | Graz Giants |
| 1989     | ?              | ?              | ?              | 8              | ?              | ?              | -       | -       | -       | -       | -       | -          | -           |
| Totale   | ?              | ?              | ?              | 24             | ?              | ?              | 0       | 1       | 1       | 14      | 54      |            |             |

Fonti: Enciclopedia del Football - A cura di Massimo Mezzetti

### Riepilogo fasi finali disputate
| Anno | Luogo | Evento                   | Fase del torneo | Incontro                      | Risultato |
| 1988 |       | Austrian Football League | Semifinale      | Graz Giants - Hallein Diggers | 54 - 14   |